# Clastobryophilum bogoricum
Clastobryophilum bogoricum là một loài Rêu trong họ Sematophyllaceae. Loài này được (Bosch & Sande Lac.) M. Fleisch. mô tả khoa học đầu tiên năm 1923.